# Idikarai
Idikarai es una ciudad y nagar Panchayat situada en el distrito de Coimbatore en el estado de Tamil Nadu (India). Su población es de 8686 habitantes (2011). Se encuentra a 12 km de Coimbatore.

## Demografía
Según el censo de 2011 la población de Idikarai era de 8686 habitantes, de los cuales 4372 eran hombres y 4314 eran mujeres. Idikarai tiene una tasa media de alfabetización del 79,75%, inferior a la media estatal del 80,09%: la alfabetización masculina es del 85,52%, y la alfabetización femenina del 73,93%.